# 大西洋岸森林南東部の保護区群
大西洋岸森林南東部の保護区群は、ブラジルの世界遺産の一つである。大西洋岸森林のうち、パラナ州からサン・パウロ州にかけての一帯に含まれる25の保護区群が対象になっている。一部の保護区は、大西洋岸森林生物圏保護区（Mata Atlantica Biosphere Reserve）にも含まれている。
核心地域だけでおよそ47万ha にもなる広大な熱帯雨林地区だが、本来の原生林の8% でしかない。人類の開発の歴史によってその多くが失われてしまったことから、残されている熱帯雨林の豊かな動物相・植物相を守ることを目的として、世界遺産に登録された。マメ科、トウダイグサ科、クスノキ科、フトモモ科などの森林が残っており、ラン科、パイナップル科やマングローブ植物も生い茂る。一帯にはジャガー、オセロット、ヤブイヌ、ミナミムリキ、クロガオライオンタマリン、アカオボウシインコ、ショウジョウトキなどの動物が生息している。

## 登録対象
以下の登録対象は、UNEPのサイトに基づいている。

### 生態系保護拠点
生態系保護拠点（Estação ecológica）には、連邦、サン・パウロ州、パラナ州それぞれのものがある。IUCNカテゴリーはいずれもIa (Ecological Station)である。
- ガレケ＝サバ生態系保護拠点（ポルトガル語版）（Estação Ecológica de Guaraqueçaba）：ラムサール条約登録地。水域にはアオウミガメ、ラプラタカワイルカが生息している[4]。
- シトゥエ生態系保護拠点（Estação Ecológica Xitué）
- シャウアシュ生態系保護拠点（Estação Ecológica Chauás）
- ジュレイア＝イタティンシュ生態系保護拠点（ポルトガル語版）（Estação Ecológica de Juréia-Itatins）
- メウ島生態系保護拠点（ポルトガル語版）（Estação Ecológica da Ilha do Mel）：メウ島（ポルトガル語版）（Ilha do Mel）
- グワラグワス生態系保護拠点（Estação Ecológica Guaraguaçu）

### 国立公園
国立公園で登録されているのはパラナ州のスペラグイ国立公園（Parque Nacional de Superagui）のみである。IUCNカテゴリーはII（国立公園）。

### 州立公園
サン・パウロの州立公園とパラナの州立公園とがある。IUCNカテゴリーはアルト・リベイラがII（州立観光公園）であることを除けば、いずれもII（州立公園）である。
サン・パウロ州
- カルロス・ボテリョ州立公園（ポルトガル語版）（Parque Estadual Carlos Botelho）
- インテルヴァレシュ州立公園（ポルトガル語版）（Parque Estadual Intervales）
- カルドゾ島州立公園（ポルトガル語版）（Parque Estadual da Ilha do Cardoso）
- ジャクピランガ州立公園（ポルトガル語版）（Parque Estadual de Jacupiranga）
- パリケラ＝アバシオ州立公園（ポルトガル語版）（Parque Estadual de Pariquera Abaixo）
- アルト・リベイラ州立観光公園（ポルトガル語版）（Parque Estadual Turístico do Alto Ribeira）

パラナ州
- ラウラセアシュ州立公園（ポルトガル語版）（Parque Estadual das Lauráceas）
- ピコ・ド・マルンビ州立公園（ポルトガル語版）（Parque Estadual Pico do Marumbi）
- ロベルト・ランジェ州立公園（ポルトガル語版）（Parque Estadual Roberto Ribas Lange）
- グラジオサ州立公園（ポルトガル語版）（Parque Estadual da Graciosa）
- パウ・オコ州立公園（ポルトガル語版）（Parque Estadual do Pau-Oco）

### 野生生物保護区
登録対象となっている野生生物保護区（Wildlife zone）は以下の通りである。いずれの保護区もサン・パウロ州にあり、どの保護区も連邦、サン・パウロ州、個人の管理する地域の混成である。IUCNカテゴリーはII（Wildlife Zone）だが、どの保護区も後述の緩衝地域に内包されている。
- Serras do Cordeiro, Paratiu, Itapuã e Itinga
- Serras de Arrepiado e Tombador
- Mangues
- Serra do Itapitangui (e Mandira)
- Ilhas oceânicas
- コンプリーダ島（ポルトガル語版）（Ilha Comprida）

### その他
あと1件、サルト・モラト自然遺産特別保護区（Reserva Particular do Patrimônio Natural Salto Morato）が登録されている。IUCNカテゴリーは II (Private Reserve of Natural Protection) である。

### 緩衝地域
緩衝地域に指定されているのは以下の5つの地域で、IUCNカテゴリーはV（景観保護地域）である。管理主体は、連邦、州、個人のものがそれぞれある。
- カナネイア＝イグワペ＝ペルイベ景観保護地域（ポルトガル語版）（Área de Proteção Ambiental de Cananéia-Iguapé-Peruíbe）：ラムサール条約登録地。クロガオライオンタマリン、ズキンミズナギドリ（英語版）、ヒムネオオハシなどが生息している[5]。
- グワラケ＝サバ景観保護地域（ポルトガル語版）（Área de Proteção Ambiental de Guaraqueçaba）
- コンプリーダ島（ポルトガル語版）景観保護区（Área de Proteção Ambiental da Ilha Comprida）
- セラ・ド・マル景観保護地域（ポルトガル語版）（Área de Proteção Ambiental da Serra do Mar）
- マルンビ（ポルトガル語版）景観保護地域（Área de Proteção Ambiental Marumbi）

## 登録基準
この世界遺産は世界遺産登録基準のうち、以下の条件を満たし、登録された（以下の基準は世界遺産センター公表の登録基準からの翻訳、引用である）。
- (7) ひときわすぐれた自然美及び美的な重要性をもつ最高の自然現象または地域を含むもの。
- (9) 陸上、淡水、沿岸および海洋生態系と動植物群集の進化と発達において進行しつつある重要な生態学的、生物学的プロセスを示す顕著な見本であるもの。
- (10) 生物多様性の本来的保全にとって、もっとも重要かつ意義深い自然生息地を含んでいるもの。これには科学上または保全上の観点から、すぐれて普遍的価値を持つ絶滅の恐れのある種の生息地などが含まれる。